# (16133) 1999 XC100
A (16133) 1999 XC100 a Naprendszer kisbolygóövében található aszteroida. A LINEAR projekt keretében fedezték fel 1999. december 7-én.